# Aalter

## Caracterização geral
Aalter é um município belga da província da Flandres Oriental. O município compreende as vilas de Aalter propriamente dita, Bellem, Lotenhulle e Poeke.
O município é limitado ao norte pelo município de Knesselare, a este pelos de Zomergem e Nevele, a sul pelo de Deinze, e a oeste pela província de Flandres Ocidental . A 1 de Janeiro de 2017, Aalter tinha uma população de 20. 296 habitantes. O município tinha uma área total de 81,92 km², tendo uma densidade populacional de 230 habitantes por km².

Bandeira de Aalter.

## Vilas
O município de Aalter encontra-se dividido em 4 unidades administrativas:
| #          | Nome                                           | Superfície | População (2002) |
| ---------- | ---------------------------------------------- | ---------- | ---------------- |
| I (V) (VI) | Aalter -Aalter -Aalter-Brug -Sint-Maria-Aalter | 46,35      |                  |
| II         | Bellem                                         | 12,08      |                  |
| III        | Lotenhulle                                     | 17,66      |                  |
| IV         | Poeke                                          | 5,82       |                  |

## Mapa do município

Município de "Aalter" com a localização das regiões administrativas

## Evolução demográfica
Opm:Bron:NIS

## Coordenadas geográficas
- Latitude: 51º05' Norte
- Longitude: 3º27' Este